# Liste der Kulturdenkmale in Klötze
In der Liste der Kulturdenkmale in Klötze sind alle  Kulturdenkmale der Gemeinde Klötze und ihrer Ortsteile aufgelistet. Grundlage ist das Denkmalverzeichnis des Landes Sachsen-Anhalt, das auf Basis des Denkmalschutzgesetzes des Landes Sachsen-Anhalt vom 21. Oktober 1991 durch das Landesamt für Denkmalpflege und Archäologie Sachsen-Anhalt erstellt und seither laufend ergänzt wurde (Stand: 1. Dezember 2023).

## Kulturdenkmale nach Ortsteilen

### Böckwitz, Germenau
| Lage | Bezeichnung      | Beschreibung | Erfassungs- nummer | Ausweisungsart | Bild |
| --- | ---------------- | ------------ | ------------------ | -------------- | ---- |
| Niederung zwischen Ohre und Aller, westlich bis über die Landesgrenze nach Niedersachsen reichend, östlich im Altmarkkreis (Altkreise Gardelegen) und südlich in den Ohrekreis sich fortsetzend | Kulturlandschaft | Drömling     | 094 30494          | Denkmalbereich |      |

### Klötze
| Lage | Bezeichnung     | Beschreibung                                                               | Erfassungs- nummer | Ausweisungsart | Bild           |
| --- | --------------- | -------------------------------------------------------------------------- | ------------------ | -------------- | -------------- |
| Bahnhofstraße 1 bis 18, 18a, 68 bis 85 (Karte)                                                                                    | Straßenzug      |                                                                            | 094 90204          | Denkmalbereich | BW             |
| Bahnhofstraße 9, 10 (Karte) | Amtshaus        |                                                                            | 094 90209          | Baudenkmal     | BW             |
| Bahnhofstraße 33, 34 (Karte) | Bahnhof         | Bahnhof Klötze                                                             | 094 90207          | Baudenkmal     | Weitere Bilder |
| Bahnhofstraße 58 (Karte) | Gasthof         | Altmärker Hof                                                              | 094 85096          | Baudenkmal     | BW             |
| Bahnhofstraße 71 (Karte) | Wohnhaus        |                                                                            | 094 90206          | Baudenkmal     | BW             |
| Bahnhofstraße 72 (Karte) | Wohnhaus        |                                                                            | 094 90205          | Baudenkmal     | BW             |
| Bahnhofstraße, Triftstraße (Karte)                                                                                                | Gedenkstein     | Denkmal zum 100. Jahrestag der Völkerschlacht bei Leipzig                  | 107 15002          | Baudenkmal     | BW             |
| Breite Straße 58 (Karte) | Gerichtsgebäude | Amtsgericht Klötze                                                         | 094 90210          | Baudenkmal     | BW             |
| Breite Straße 58, 59, 60, 61, 62, 63, 64, 65, 66, 67, 68, 69, 70, 71, 72, 73 (Karte)                                              | Straßenzeile    |                                                                            | 094 90208          | Denkmalbereich | BW             |
| Breite Straße 73, 73a, Neustädterstraße 49, Oebisfelder Straße 1, 2, 3, 4, 4a, 5, 6, 7, 39, 40, 41, 42, 43, 43a, 43b, 44, (Karte) | Straßenzug      |                                                                            | 094 90218          | Denkmalbereich | BW             |
| Burgstraße 7 (Karte) | Mühle           | Bleckmühle                                                                 | 094 90211          | Baudenkmal     | Mühle          |
| Grünstraße 28 (Karte) | Wohnhaus        |                                                                            | 094 90212          | Baudenkmal     | BW             |
| Kapellenberg 16 (Karte) | Kirche          | Katholische St.-Joseph-Kirche, 1930 erbaut.                                | 094 90213          | Baudenkmal     | Weitere Bilder |
| Kirchstraße (Karte) | Kirche          | Evangelische St.-Ägidius-Kirche. Kirchenschiff von 1759, Turm von 1990/91. | 094 90216          | Baudenkmal     | Weitere Bilder |
| Kirchstraße 24 (Karte) | Pfarrhaus       |                                                                            | 094 90215          | Baudenkmal     | BW             |
| Mittelstraße 32 (Karte) | Bauernhaus      |                                                                            | 094 90217          | Baudenkmal     | BW             |
| Ringstraße 47a (Karte) | Mühle           | Keeken Mühle                                                               | 094 90219          | Baudenkmal     | BW             |
| Schulplatz 1 (Karte) | Rathaus         |                                                                            | 094 90221          | Baudenkmal     | BW             |
| Schulstraße 11 (Karte) | Bauernhaus      |                                                                            | 094 90223          | Baudenkmal     | BW             |
| Schulstraße 12 (Karte) | Bauernhaus      |                                                                            | 094 90224          | Baudenkmal     | BW             |
| Schulstraße 27 (Karte) | Bauernhof       |                                                                            | 094 90225          | Baudenkmal     | BW             |
| Schützenstraße 69 (Karte) | Bauernhof       |                                                                            | 094 90220          | Baudenkmal     | BW             |

### Immekath
| Lage                                       | Bezeichnung             | Beschreibung        | Erfassungs- nummer | Ausweisungsart | Bild                    |
| ------------------------------------------ | ----------------------- | ------------------- | ------------------ | -------------- | ----------------------- |
| Am Dorfplatz (Karte)                       | Kirche                  |                     | 094 90324          | Baudenkmal     | Kirche                  |
| Am Dorfplatz (Karte)                       | Kriegerdenkmal          |                     | 094 90320          | Baudenkmal     | BW                      |
| Am Dorfplatz westl. der Kirche (Karte)     | Kriegerdenkmal          |                     | 094 90325          | Baudenkmal     | BW                      |
| Am Dorfplatz 3 (Karte)                     | Torscheune              |                     | 094 90326          | Baudenkmal     | BW                      |
| Dönitzer Straße Westrand des Ortes (Karte) | Kirchenruine Dannenfeld | Ruine von Dannefeld | 094 90319          | Baudenkmal     | Kirchenruine Dannenfeld |
| Kunrauer Weg 2 südwestl. des Ortes (Karte) | Hoppenmühle             | Mühle               | 094 90318          | Baudenkmal     | Hoppenmühle             |
| Oberdorf 8 (Karte)                         | Bauernhof               |                     | 094 90321          | Baudenkmal     | BW                      |
| Oberdorf 10 (Karte)                        | Wohnhaus                |                     | 094 90322          | Baudenkmal     | BW                      |
| Oberdorf 12 (Karte)                        | Wohnhaus                |                     | 094 90323          | Baudenkmal     | BW                      |

### Jahrstedt
| Lage                                       | Bezeichnung           | Beschreibung                                                                      | Erfassungs- nummer | Ausweisungsart | Bild |
| ------------------------------------------ | --------------------- | --------------------------------------------------------------------------------- | ------------------ | -------------- | ---- |
| Croyaer Weg (Karte)                        | Grenzsicherungsanlage | Grenzsicherungsanlage, erstreckt sich auch auf das Gebiet der Gemarkung Böckwitz. | 094 19547          | Baudenkmal     | BW   |
| Braunschweiger Straße, Croyaer Weg (Karte) | Wegweiser             |                                                                                   | 094 90283          | Kleindenkmal   | BW   |
| Croyaer Weg (Karte)                        | Wegweiser             |                                                                                   | 094 90282          | Kleindenkmal   | BW   |
| Dorfstraße (Karte)                         | Kriegerdenkmal        | Denkmal für die Gefallenen des 1. und 2. Weltkrieges                              | 094 90281          | Baudenkmal     | BW   |
| Zum Scharfenberg (Karte)                   | Kriegerdenkmal        |                                                                                   | 094 90284          | Baudenkmal     | BW   |

### Böckwitz
| Lage                | Bezeichnung             | Beschreibung                                                                       | Erfassungs- nummer | Ausweisungsart | Bild |
| ------------------- | ----------------------- | ---------------------------------------------------------------------------------- | ------------------ | -------------- | ---- |
| Croyaer Weg (Karte) | Grenzsicherungsanlage   | Grenzsicherungsanlage, erstreckt sich auch auf das Gebiet der Gemarkung Jahrstedt. | 094 19547          | Baudenkmal     | BW   |
| (Karte)             | Friedhof Böckwitz       | Friedhof                                                                           | 094 30522          | Denkmalbereich | BW   |
| Im Rundling (Karte) | Kriegerdenkmal Böckwitz | Kriegerdenkmal                                                                     | 094 30520          | Baudenkmal     | BW   |

### Dönitz
| Lage               | Bezeichnung    | Beschreibung                                                                               | Erfassungs- nummer | Ausweisungsart | Bild           |
| ------------------ | -------------- | ------------------------------------------------------------------------------------------ | ------------------ | -------------- | -------------- |
| Dorfstraße (Karte) | Kriegerdenkmal | Denkmal für die Gefallenen des preußisch-deutschen Krieges 1866, des 1. und 2. Weltkrieges | 094 90257          | Baudenkmal     | Kriegerdenkmal |

### Hohenhenningen
| Lage                  | Bezeichnung    | Beschreibung | Erfassungs- nummer | Ausweisungsart | Bild   |
| --------------------- | -------------- | ------------ | ------------------ | -------------- | ------ |
| An den Linden (Karte) | Kirche         |              | 094 30530          | Baudenkmal     | Kirche |
| An den Linden (Karte) | Kriegerdenkmal |              | 094 30531          | Baudenkmal     | BW     |

### Kunrau
| Lage                              | Bezeichnung    | Beschreibung | Erfassungs- nummer | Ausweisungsart               | Bild           |
| --------------------------------- | -------------- | ------------ | ------------------ | ---------------------------- | -------------- |
| Am Park 2 (Karte)                 | Schloss Kunrau | Rittergut    | 094 90272          | Baudenkmal                   | Weitere Bilder |
| Am Park 2 (Karte)                 | Herrenhaus     | Herrenhaus   | 094 90272 001      | Teilobjekt eines Baudenkmals | BW             |
| Am Park 2 (Karte)                 | Park           | Park         | 094 90272 002      | Teilobjekt eines Baudenkmals | BW             |
| An der Kirche (Karte)             | Kirche         | Kirche       | 094 90273          | Baudenkmal                   | Weitere Bilder |
| Hauptstraße (Karte)               | Kriegerdenkmal |              | 094 90274          | Baudenkmal                   | BW             |
| Neuferchauer Straße 5, 5a (Karte) | Umspannwerk    |              | 094 90271          | Baudenkmal                   | BW             |

### Kusey
| Lage                               | Bezeichnung    | Beschreibung                          | Erfassungs- nummer | Ausweisungsart | Bild           |
| ---------------------------------- | -------------- | ------------------------------------- | ------------------ | -------------- | -------------- |
| Am Bahnhof (Karte)                 | Denkmal        | Denkmal für Dr. Albert Schultz-Lupitz | 094 30523          | Baudenkmal     | Denkmal        |
| Dorfstraße, Klötzer Straße (Karte) | Kriegerdenkmal |                                       | 094 90255          | Baudenkmal     | Kriegerdenkmal |
| Klötzer Straße (Karte)             | Kirche         | Evangelische Kirche                   | 094 90256          | Baudenkmal     | Weitere Bilder |
| Alt Kusey (Karte)                  | Bauernstein    |                                       |                    | Kleindenkmal   | BW             |

### Köbbelitz
| Lage                       | Bezeichnung    | Beschreibung                                                                                                  | Erfassungs- nummer | Ausweisungsart | Bild   |
| -------------------------- | -------------- | --- | ------------------ | -------------- | ------ |
| Köbbelitzer Straße (Karte) | Kirche         | | 094 90261          | Baudenkmal     | Kirche |
| Köbbelitzer Straße (Karte) | Kriegerdenkmal | Denkmal für die Gefallenen des preußisch-deutschen Krieges 1866 und des deutsch-französischen Krieges 1870–71 | 094 90259          | Baudenkmal     | BW     |
| Köbbelitzer Straße (Karte) | Kriegerdenkmal | Denkmal für die Gefallenen des 1. Weltkrieges                                                                 | 094 90260          | Baudenkmal     | BW     |

### Lockstedt
| Lage                 | Bezeichnung    | Beschreibung | Erfassungs- nummer | Ausweisungsart | Bild   |
| -------------------- | -------------- | ------------ | ------------------ | -------------- | ------ |
| Vorderstraße (Karte) | Kirche         |              | 094 90280          | Baudenkmal     | Kirche |
| Vorderstraße (Karte) | Kriegerdenkmal |              | 094 90279          | Baudenkmal     | BW     |

### Nesenitz
| Lage                  | Bezeichnung | Beschreibung | Erfassungs- nummer | Ausweisungsart | Bild           |
| --------------------- | ----------- | ------------ | ------------------ | -------------- | -------------- |
| Dorfstraße (Karte)    | Kirche      |              | 094 90226          | Baudenkmal     | Weitere Bilder |
| Dorfstraße 8 (Karte)  | Bauernhof   |              | 094 90227          | Baudenkmal     | BW             |
| Dorfstraße 10 (Karte) | Bauernhof   |              | 094 90228          | Baudenkmal     | BW             |
| (Karte)               | Findling    |              |                    | Kleindenkmal   | BW             |
| (Karte)               | Findling    |              |                    | Kleindenkmal   | BW             |

### Neu-Ristedt
| Lage                  | Bezeichnung | Beschreibung | Erfassungs- nummer | Ausweisungsart | Bild |
| --------------------- | ----------- | ------------ | ------------------ | -------------- | ---- |
| Dorfstraße 50 (Karte) | Bauernhof   |              | 094 90345          | Baudenkmal     | BW   |

### Neuendorf
| Lage                | Bezeichnung    | Beschreibung | Erfassungs- nummer | Ausweisungsart | Bild   |
| ------------------- | -------------- | ------------ | ------------------ | -------------- | ------ |
| Hauptstraße (Karte) | Kirche         |              | 094 90275          | Baudenkmal     | Kirche |
| Hauptstraße (Karte) | Kriegerdenkmal |              | 094 90276          | Baudenkmal     | BW     |

### Neuferchau
| Lage                  | Bezeichnung    | Beschreibung | Erfassungs- nummer | Ausweisungsart | Bild           |
| --------------------- | -------------- | ------------ | ------------------ | -------------- | -------------- |
| Dorfstraße (Karte)    | Kirche         |              | 094 90270          | Baudenkmal     | Kirche         |
| Dorfstraße (Karte)    | Kriegerdenkmal |              | 094 90269          | Baudenkmal     | Kriegerdenkmal |
| Dorfstraße 36 (Karte) | Gasthof        |              | 094 90268          | Baudenkmal     | BW             |

### Quarnebeck
| Lage                                  | Bezeichnung    | Beschreibung | Erfassungs- nummer | Ausweisungsart | Bild           |
| ------------------------------------- | -------------- | ------------ | ------------------ | -------------- | -------------- |
| Alte Heerstraße (Karte)               | Kirche         |              | 094 90252          | Baudenkmal     | Weitere Bilder |
| Alte Heerstraße, Zartauer Weg (Karte) | Kriegerdenkmal |              | 094 90251          | Baudenkmal     | BW             |

### Ristedt
| Lage                  | Bezeichnung | Beschreibung | Erfassungs- nummer | Ausweisungsart | Bild   |
| --------------------- | ----------- | ------------ | ------------------ | -------------- | ------ |
| Dorfstraße (Karte)    | Kirche      |              | 094 90343          | Baudenkmal     | Kirche |
| Dorfstraße 27 (Karte) | Bauernhof   |              | 094 90342          | Baudenkmal     | BW     |

### Röwitz
| Lage                            | Bezeichnung    | Beschreibung                                                            | Erfassungs- nummer | Ausweisungsart | Bild           |
| ------------------------------- | -------------- | ----------------------------------------------------------------------- | ------------------ | -------------- | -------------- |
| Dorfstraße (Karte)              | Kirche         | Evangelische Dorfkirche Röwitz                                          | 094 90266          | Baudenkmal     | Kirche         |
| Dorfstraße (Karte)              | Kriegerdenkmal | Kriegerdenkmal für die Opfer der beiden Weltkriege                      | 094 90263          | Baudenkmal     | Kriegerdenkmal |
| Dorfstraße (Karte)              | Brunnen        |                                                                         | 094 90267          | Kleindenkmal   | BW             |
| Dorfstraße 2 (Karte)            | Bauernhaus     |                                                                         | 094 90264          | Baudenkmal     | BW             |
| Dorfstraße 6 (Karte)            | Bauernhaus     |                                                                         | 094 90262          | Baudenkmal     | Bauernhaus     |
| Straße der Freundschaft (Karte) | Gedenkstein    | Gedenkstein zum einhundertsten Jahrestag der Völkerschlacht bei Leipzig | 094 90265          | Baudenkmal     | Gedenkstein    |

### Schwarzendamm
| Lage               | Bezeichnung    | Beschreibung                                  | Erfassungs- nummer | Ausweisungsart | Bild           |
| ------------------ | -------------- | --------------------------------------------- | ------------------ | -------------- | -------------- |
| Dorfstraße (Karte) | Kriegerdenkmal | Denkmal für die Gefallenen des 1. Weltkrieges | 094 90258          | Baudenkmal     | Kriegerdenkmal |

### Schwiesau
| Lage              | Bezeichnung    | Beschreibung | Erfassungs- nummer | Ausweisungsart | Bild   |
| ----------------- | -------------- | ------------ | ------------------ | -------------- | ------ |
| Dorfplatz (Karte) | Kirche         |              | 094 98300          | Baudenkmal     | Kirche |
| Dorfplatz (Karte) | Kriegerdenkmal |              | 094 98296          | Baudenkmal     | BW     |
| Dorfplatz (Karte) | Kriegerdenkmal |              | 094 98297          | Baudenkmal     | BW     |

### Siedentramm
| Lage                     | Bezeichnung  | Beschreibung | Erfassungs- nummer | Ausweisungsart | Bild   |
| ------------------------ | ------------ | ------------ | ------------------ | -------------- | ------ |
| Dorfstraße (Karte)       | Kirche       |              | 094 90277          | Baudenkmal     | Kirche |
| Dorfstraße 5, 14 (Karte) | Häusergruppe |              | 094 90278          | Denkmalbereich | BW     |

### Steimke
| Lage                                           | Bezeichnung | Beschreibung           | Erfassungs- nummer | Ausweisungsart | Bild    |
| ---------------------------------------------- | ----------- | ---------------------- | ------------------ | -------------- | ------- |
| Bockhorn (Karte)                               | Kirche      |                        | 094 90347          | Baudenkmal     | Kirche  |
| Bockhorn 4 Ortsmitte nahe Kirchhof (Karte)     | Gasthof     |                        | 107 15004          | Baudenkmal     | BW      |
| Bockhorn (Karte)                               | Denkmal     |                        | 094 90348          | Baudenkmal     | Denkmal |
| Hauptstraße 20 Ortsmitte nahe Kirchhof (Karte) | Zollhaus    |                        | 107 15005          | Baudenkmal     | BW      |
| Hauptstraße 27 (Karte)                         | Mühle       | Dampf- und Wassermühle | 094 90346          | Baudenkmal     | BW      |

### Trippigleben
| Lage              | Bezeichnung    | Beschreibung | Erfassungs- nummer | Ausweisungsart | Bild   |
| ----------------- | -------------- | ------------ | ------------------ | -------------- | ------ |
| Dorfmitte (Karte) | Kirche         |              | 094 90244          | Baudenkmal     | Kirche |
| Dorfmitte (Karte) | Kriegerdenkmal |              | 094 90243          | Baudenkmal     | BW     |

### Wenze
| Lage                                    | Bezeichnung    | Beschreibung | Erfassungs- nummer | Ausweisungsart | Bild   |
| --------------------------------------- | -------------- | ------------ | ------------------ | -------------- | ------ |
| An der Kirche, Unter den Linden (Karte) | Kirche         |              | 094 90253          | Baudenkmal     | Kirche |
| An der Kirche, Unter den Linden (Karte) | Kriegerdenkmal |              | 094 90254          | Baudenkmal     | BW     |

## Legende
In den Spalten befinden sich folgende Informationen:
- Lage: Nennt den Straßennamen und wenn vorhanden die Hausnummer des Kulturdenkmals. Die Grundsortierung der Liste erfolgt nach dieser Adresse. Der Link „Karte“ führt zu verschiedenen Kartendarstellungen und nennt die geographischen Koordinaten.
Link zu einem Kartenansichtstool, um Koordinaten zu setzen. In der Kartenansicht sind Baudenkmale ohne Koordinaten mit einem roten bzw. orangen Marker dargestellt und können in der Karte gesetzt werden. Baudenkmale ohne Bild sind mit einem blauen bzw. roten Marker gekennzeichnet, Baudenkmale mit Bild mit einem grünen bzw. orangen Marker.
- Offizielle Bezeichnung: Nennt den Namen, die Bezeichnung oder zumindest die Art des Kulturdenkmals und verlinkt, soweit vorhanden, auf den Artikel zum Objekt.
- Beschreibung: Nennt bauliche und geschichtliche Einzelheiten des Kulturdenkmals, vorzugsweise die Denkmaleigenschaften.
- Erfassungsnummer: Für jedes Kulturdenkmal wird in Sachsen-Anhalt eine 20stellige Erfassungsnummer vergeben. Die letzten zwölf Ziffern werden für die Untergliederung nach Teilobjekten genutzt und werden nur angegeben, soweit vergeben. In dieser Spalte kann sich folgendes Icon  befinden, dies führt zu Angaben zu diesem Baudenkmal bei Wikidata.
- Ausweisungsart: Die Einordnung des Denkmales nach § 2 Abs. 2 DenkmSchG LSA
- Bild: Ein Bild des Denkmales, und gegebenenfalls einen Link zu weiteren Fotos des Kulturdenkmals im Medienarchiv Wikimedia Commons. Wenn man auf das Kamerasymbol klickt, können Fotos zu Kulturdenkmalen aus dieser Liste hochgeladen werden: